# 松岡進
松岡 進（まつおか すすむ、1952年<昭和27年>12月6日 - ）は日本の地方公務員。埼玉県都市整備部長、同産業労働部長、同公営企業管理者、首都圏新都市鉄道常務取締役を歴任。瑞宝小綬章受章者。

## 人物・経歴
1979年 埼玉県庁に入庁し、2007年 (平成19年) 総合政策部改革政策局長、2008年4月 事務職ながら建設系部署である都市整備部長、2010年4月 産業労働部長。物流施設「プロロジスパーク川島」竣工時に交通の要衝に位置する川島町をPRした。2013年4月 石田義明の後任として埼玉県公営企業管理者。就任時に水道管耐震化を施策に挙げた。2015年3月 埼玉県庁退職。
同年6月 首都圏新都市鉄道常務取締役。

## 栄典
- 2024年11月 令和6年秋の叙勲で瑞宝小綬章を受章[6]。